# Benespera
Benespera é uma povoação portuguesa sede da Freguesia de Benespera do Município da Guarda, freguesia com 18,16 km² de área e 281 habitantes (censo de 2021), tendo, por isso, uma densidade populacional de 15,5 hab./km².
A esta freguesia pertencem os lugares de: 
- Benespera
- Quinta da Carvalha

## Demografia
A população registada nos censos foi:
| Distribuição da População por Grupos Etários | Distribuição da População por Grupos Etários | Distribuição da População por Grupos Etários | Distribuição da População por Grupos Etários | Distribuição da População por Grupos Etários |
| -------------------------------------------- | -------------------------------------------- | -------------------------------------------- | -------------------------------------------- | -------------------------------------------- |
| Ano                                          | 0-14 Anos                                    | 15-24 Anos                                   | 25-64 Anos                                   | > 65 Anos                                    |
| 2001                                         | 24                                           | 35                                           | 162                                          | 125                                          |
| 2011                                         | 26                                           | 15                                           | 147                                          | 109                                          |
| 2021                                         | 16                                           | 15                                           | 126                                          | 124                                          |

## Património
- Igreja de Benespera
- Capela de São Domingos
- Capela da Senhora dos Anjos
- Sítio Arqueológico do Cabeço das Fráguas[5]